# بيتر كورنيل
بيتر كورنيل (بالإنجليزية: Peter Cornell)‏ مواليد 1 يونيو 1976 في سان فرانسيسكو، هو لاعب كرة سلة أمريكي معتزل. بدأ مسيرته الاحترافية في سنة 1998. اعتزل اللعب في 2009. لعب مع نادي بارتيزان لكرة السلة وغوانغدونغ ساوثرن تايغرز.

## روابط خارجية
- بيتر كورنيل على موقع IMDb (الإنجليزية)
- بيتر كورنيل على موقع كرة السلة الأوروبية.كوم (الإنجليزية)
- بيتر كورنيل على موقع كلية كرة السلة في سبورتس رفرنس.كوم (الإنجليزية)
- بيتر كورنيل على موقع ريلجم (الإنجليزية)
- بيتر كورنيل على موقع بروبوليرز (الإنجليزية)
- بيتر كورنيل على موقع سبورتس رفرنس (الإنجليزية)
- بيتر كورنيل على موقع سبورتس رفرنس (الإنجليزية)